# Пап, Бела
Бела Пап де Ший (26 марта 1845 — 1 октября 1916) — венгерский военный и политический деятель, занимавший пост министра обороны с марта по апрель 1906 года во время конституционного кризиса в Венгрии в 1905 году.

## Биография
После окончания Терезианской военной академии Пап служил в австрийской императорской армии с 1866 года, когда стал лейтенантом-сапером 2-го технического полка, который участвовал в Третьей войне за независимость Италии. В 1899 году он был произведен в генерал-майоры. С 1901 по 1904 год он занимал должность начальника 3-й группы Министерства обороны. После этого он был произведен в генерал-лейтенанты и назначен начальником отдела Объединенного министерства обороны Австро-Венгерской империи, занимая этот пост с 1904 по 1905 год. В марте 1906 года он был назначен министром обороны в беспартийном венгерском кабинете Гезы Фейервари сроком на один месяц. С 1906 по 1907 год он снова возглавлял департамент Объединенного министерства обороны. В 1907 году он вышел в отставку.
В июне 1904 года император Франц Иосиф I даровал Папу и его потомкам дворянство и право использовать приставку «де Сийль».